# Tolpia suffuscalis
Tolpia suffuscalis is een vlinder uit de familie spinneruilen (Erebidae). De wetenschappelijke naam is voor het eerst geldig gepubliceerd in 1887 door Swinhoe.
De soort komt voor in tropisch Afrika.